# تاکاشی سایتو
تاکاشی سایتو (انگلیسی: Takashi Saito؛ زادهٔ ۱۴ فوریهٔ ۱۹۷۰) بازیکن بیس‌بال اهل ژاپن است.
از باشگاه‌هایی که در آن بازی کرده‌است می‌توان به لس‌آنجلس داجرز اشاره کرد.